# Honda CR-Z
Honda CR-Z – samochód osobowy klasy kompaktowej o napędzie hybrydowym i nadwoziu coupé, produkowany przez japoński koncern motoryzacyjny Honda w latach 2010 - 2016.

## Historia modelu

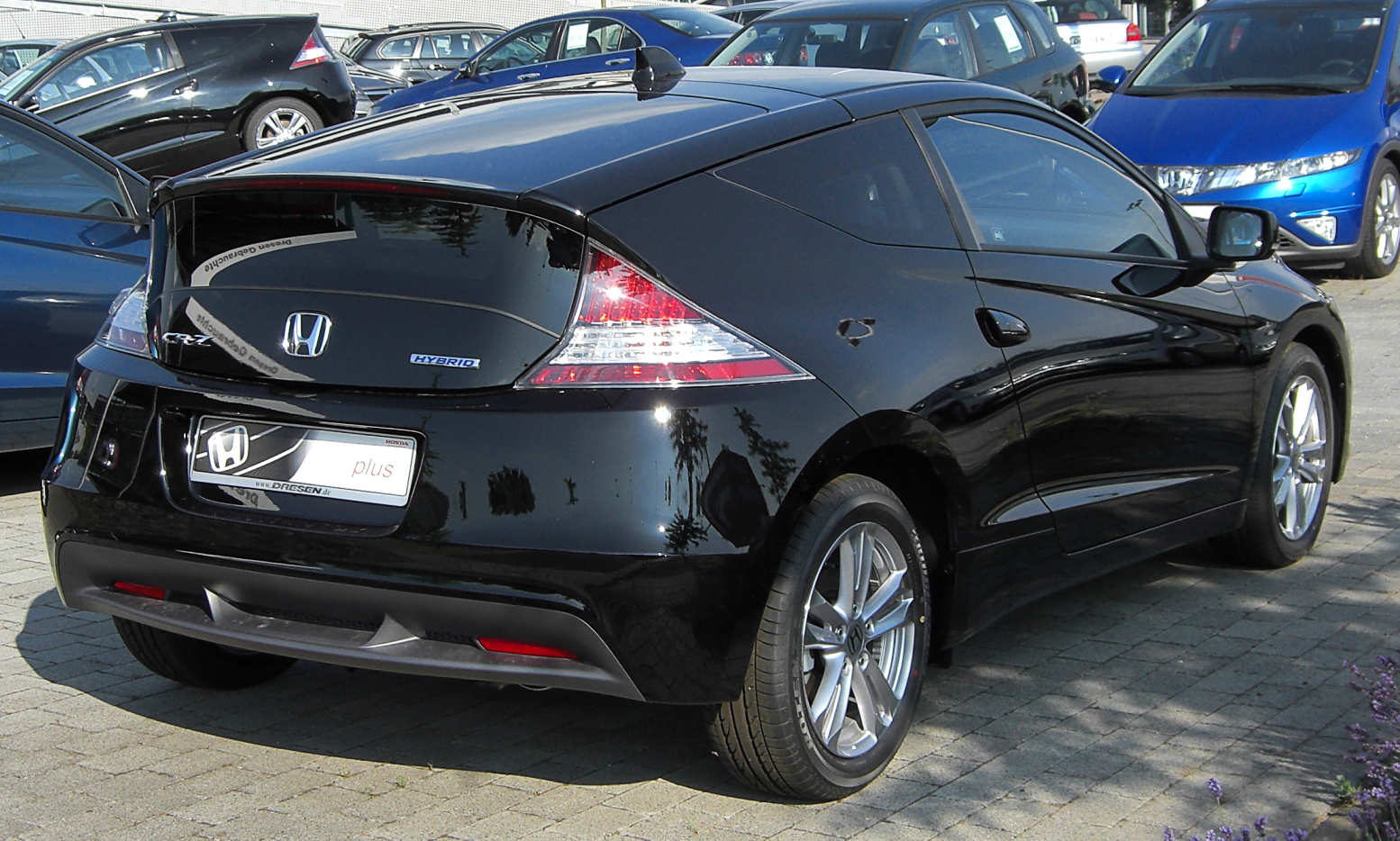
Honda CR-Z - tył

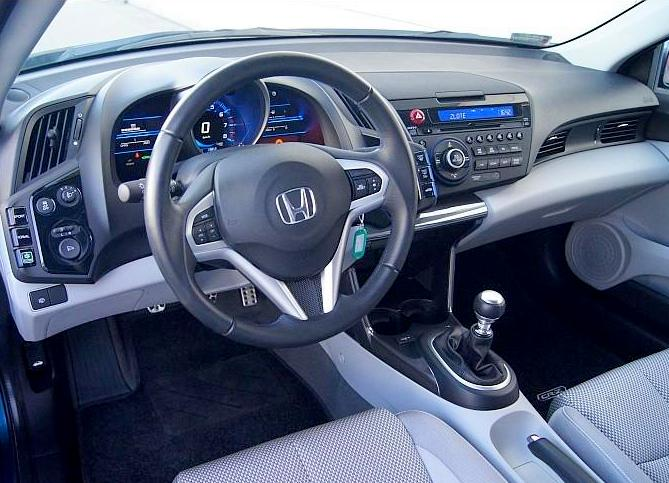
Honda CR-Z - wnętrze

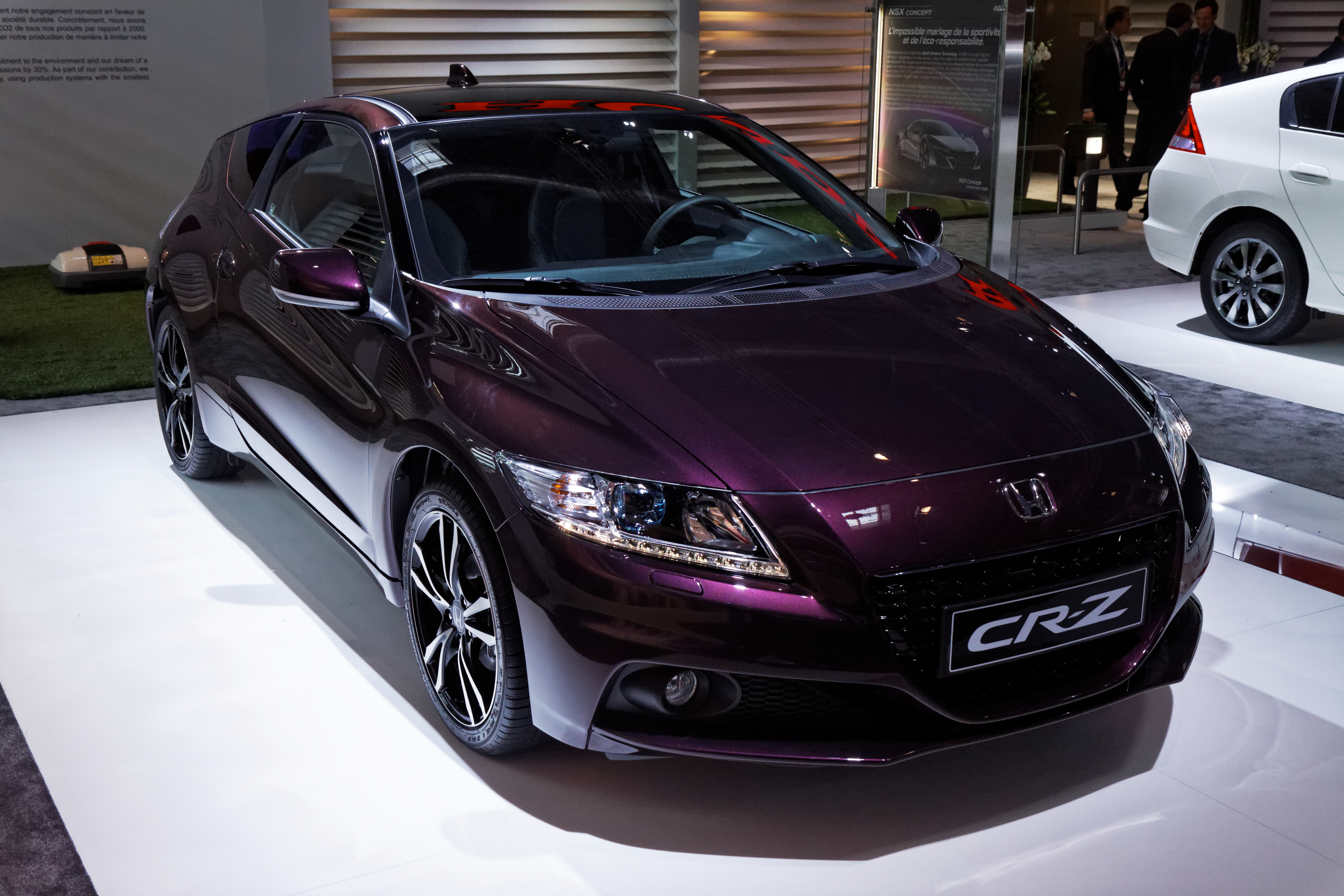
Honda CR-Z po liftingu

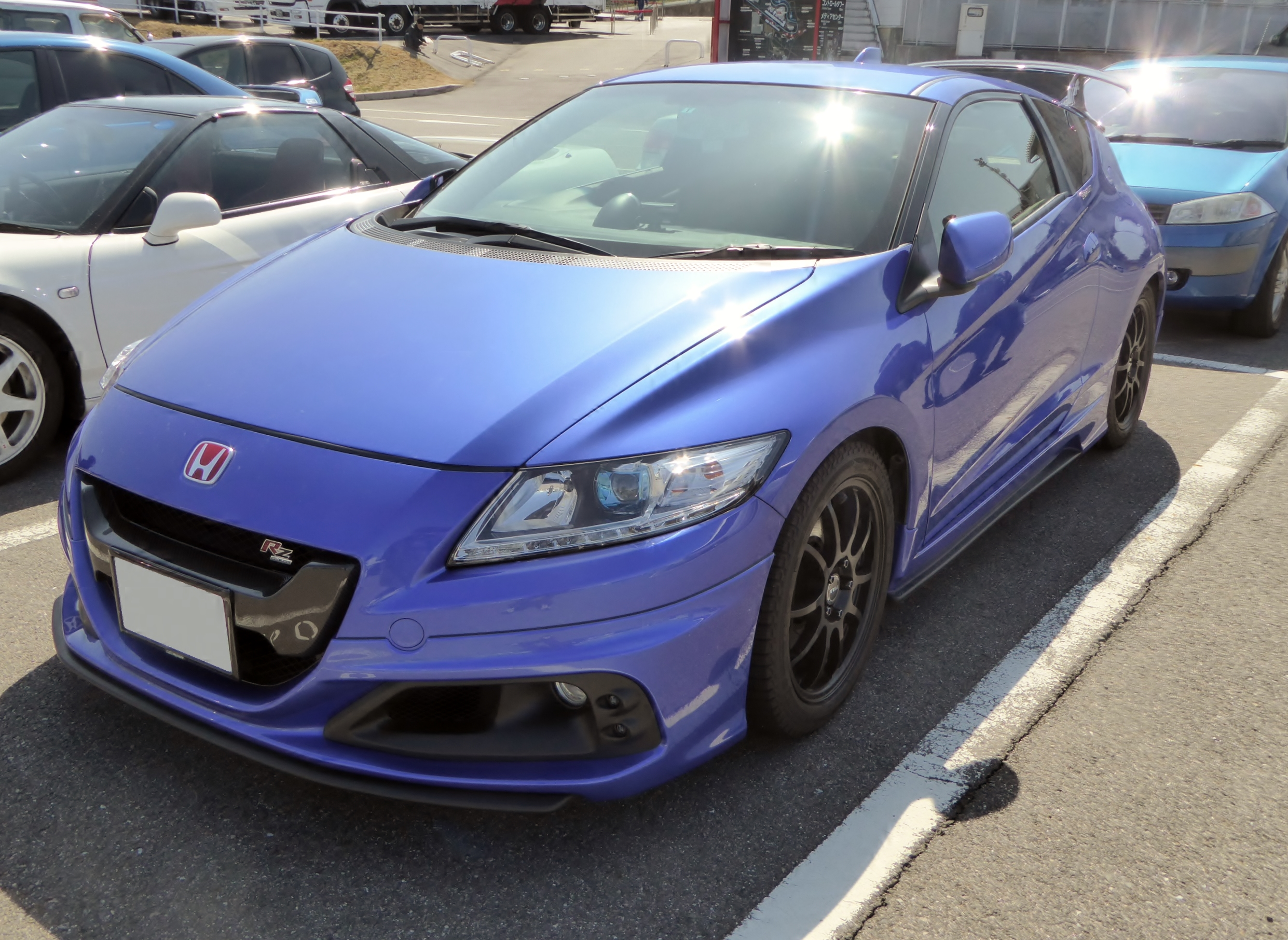
Honda CR-Z Mugen RZ

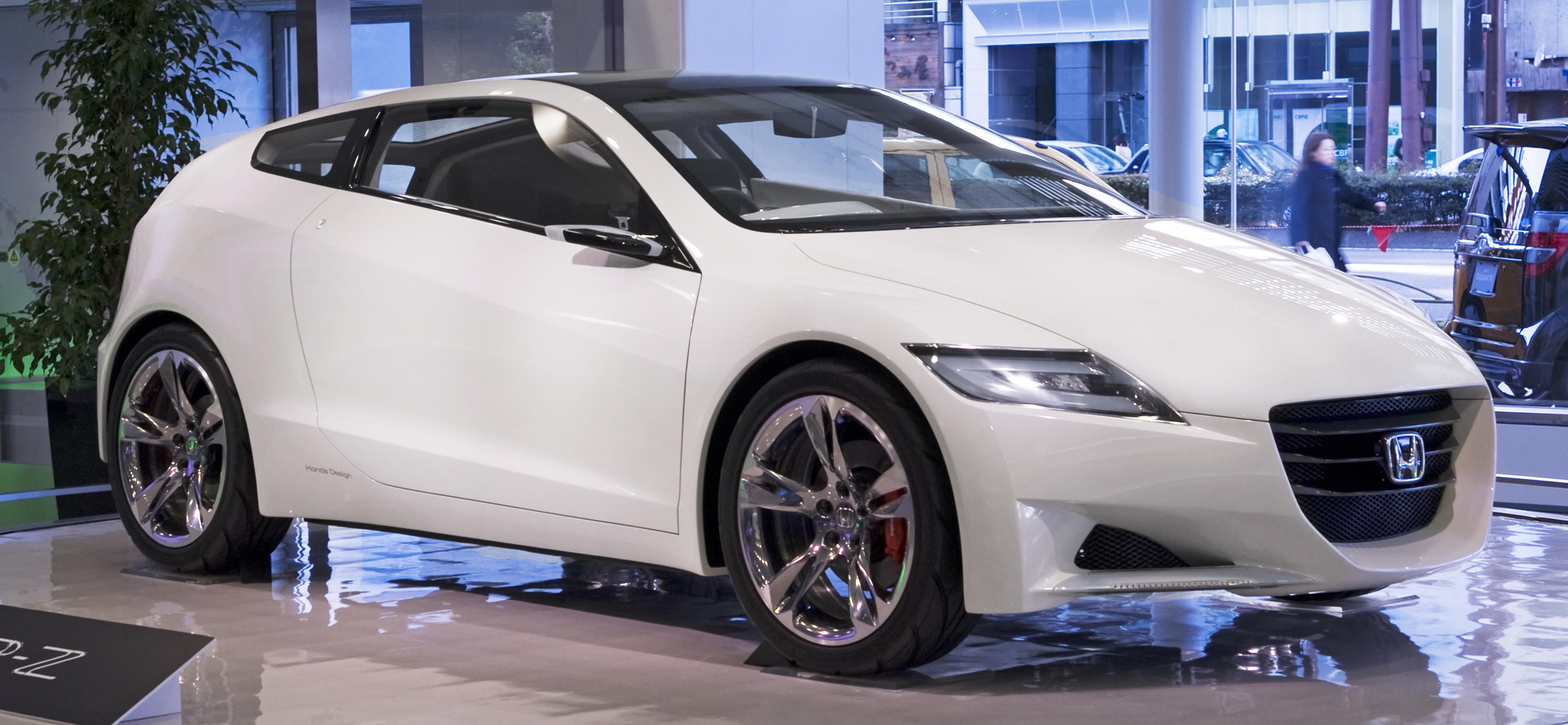
Honda CR-Z Concept

Pierwsza prezentacja pojazdu w formie konceptu pod nazwą Honda CR-Z Hybrid Sports Concept miała miejsce podczas targów motoryzacyjnych w Tokio w 2007 roku. Rok później podczas targów motoryzacyjnych w Genewie miała miejsce europejska prezentacja wersji koncepcyjnej pojazdu. Wersja produkcyjna pojazdu zaprezentowana została po raz pierwszy podczas targów motoryzacyjnych w Detroit na początku 2010 roku, a następnie podczas targów w Genewie.
W 2012 roku podczas targów motoryzacyjnych w Paryżu zaprezentowano wersję po face liftingu. Auto otrzymało nowy zderzak przedni, zmodyfikowaną atrapę chłodnicy oraz nowy dyfuzor. We wnętrzu pojazdu zmieniono jakość materiałów wykończeniowych oraz kolorystykę tapicerek. Zmodyfikowane zostały wnęki drzwi, dzięki czemu wygospodarowano więcej miejsca na podręczne schowki, a oświetlenie wnętrza wykonano w technologii LED. Zmodyfikowano także silnik pojazdu zwiększając moc pojazdu.
Na początku 2014 roku podjęto decyzję o wycofaniu modelu ze sprzedaży na rynkach europejskich z powodu zbyt słabego popytu. W tym samym roku w modelu przeznaczonym na rynek amerykański zwiększono moc silnika. Modyfikacje zostały stworzone we współpracy z Honda Performance Development, która przeprojektowała jednostkę sterującą, założyła wydajniejsze wtryskiwacze oraz intercooler, filtr powietrza, zmieniono układ wydechowy oraz dołożono mechaniczną sprężarkę dzięki czemu zwiększono moc z 137 do 197 KM.

### Stylizacja i wnętrze
Stylistyka pojazdu charakteryzuje się dynamiczną linią nadwozia, która nawiązuje do modelu CR-X produkowanego w latach 80. i na początku lat 90. XX wieku. Wersje przeznaczone na rynki europejskie wyposażone zostały w osiem diod LED pełniących rolę świateł do jazdy dziennej.
Deska rozdzielcza pojazdu stanowi rozwinięcie koncepcji projektów studyjnych. Wyposażona została w zestaw trójwymiarowych wskaźników o zmiennej kolorystyce podświetlenia z umieszczonym centralnie, cyfrowym prędkościomierzem. Kolor podświetlenia uzależniony jest od trybu jazdy pojazdu: Sport - czerwony, Normal - niebiesko-zielony, Econ - niebieski. Wersje przeznaczone na rynek kanadyjski i USA pozbawione zostały tylnego rzędu siedzeń na rzecz otwartego schowka na przedmioty podręczne. 

### Układ napędowy i jezdny
Do napędu pojazdu zastosowano silnik benzynowy w technologii VTEC o pojemności skokowej 1497 cm³, mocy maksymalnej 114 KM i maksymalnym momencie obrotowym wynoszącym 145 Nm, a także silnik elektryczny o mocy 10 kW (13,6 KM) i momencie obrotowym 78 Nm. Łączna moc pojazdu wynosi 124 KM i osiąga moment obrotowy 174 Nm. Silniki te przekazują napęd na przednią oś pojazdu poprzez 6-biegową manualną skrzynię biegów. Wraz z liftingiem pojazdu w 2012 roku zwiększono moc układu napędowego do 137 KM i 190 Nm, a silnik benzynowy otrzymał zmodyfikowany układ zmiennych faz rozrządu oraz przeprogramowaną elektronikę i zwiększoną moc do 121 KM. Przy okazji zwiększono moc jednostki elektrycznej do 20 KM. 
Pojazd został wyposażone w funkcję dającą możliwość wyboru jednego z trzech trybów jazdy, dzięki którym ustawienie przepustnicy, układu kierowniczego, czasu uruchamiania systemu, zatrzymywania silnika spalinowego na postoju, klimatyzacji oraz poziomu wspomagania systemem IMA można ustawić według własnych potrzeb. Tryb Sport zmienia ustawienie przepustnicy na agresywne, system IMA dodatkowo wspomaga silnik benzynowy a układ kierowniczy działa z większym oporem. Tryb Econ steruje tak przepustnicą, klimatyzacją oraz systemem hybrydowym by zapewnić jak najniższe spalanie pojazdu. Tryb Norm zapewnia kompromis między trybami Sport a Econ i znajduje zastosowanie w codziennej jeździe.
Zawieszenie przednie pojazdu oparte zostało na kolumnach MacPhersona wykonanych z kutego aluminium oraz amortyzatorach gazowych. Podczas prac konstrukcyjnych nad układem kierowniczym wzorowano się na rozwiązaniach takich pojazdów jak Mini, Lotus Elise i Volkswagen Scirocco.

### Wersje wyposażeniowe
- S
- Sport
- GT
- Spoon
- Mugen - W lutym 2010 roku[8] firma Mugen Motorsports, będąca fabrycznym tunerem marki Honda zaprezentowała własny pakiet zmian modelu CR-Z. Modyfikacje w stosunku do modelu seryjnego objęły głównie stylistykę zewnętrzną pojazdu poprzez zastosowanie nowego wzoru zderzaków, osłony wlotu powietrza, spoilera dachowego, dyfuzora oraz nakładek na progi boczne. Dodatkowo zmodernizowano układ jezdny oraz hamulcowy, którego wydajność została zwiększona. W celu poprawy osiągów model ten wyposażony został w nowy układ wydechowy oraz filtr powietrza. We wnętrzu zamontowano dodatkowe wskaźniki, dźwignia zmiany biegów oraz obudowa lusterka wstecznego wykonane zostały z karbonu.
- Mugen RR
- Mugen RZ
- HKS - W 2010 roku japońskie przedsiębiorstwo HKS przedstawiło pakiet tuningowy dla tego modelu. Obejmuje on głównie zmiany w układzie jezdnym, poprzez zastosowanie zawieszenia Hipermax III, umożliwiającego zmianę charakterystyki amortyzatorów oraz sprężyn. Dodatkowo zastosowano nowy tłumik wydechowy, kolektor dolotowy oraz wprowadzono modyfikacje w elektronicznych systemów sterujących pracą jednostki napędowej[9].
- ɑ-edition - przeznaczona na rynek Chiński
- Label Alpha - edycja specjalna przeznaczona na rynek japoński

W standardzie auto wyposażone jest w system VSA, ABS, system kontroli ciśnienia w oponach, cztery poduszki powietrzne oraz kurtyny powietrzne, elektryczne sterowanie szyb, elektryczne sterowanie lusterek oraz podgrzewanie, klimatyzację automatyczną, system audio z radiem CD, 4-głośnikami i wejściem AUX. 
W zależności od wersji wyposażenia pojazd doposażyć można m.in. w przednie światła przeciwmgłowe, podgrzewane przednie fotele, system audio ze złączami USB oraz iPod, a także kierownicą wielofunkcyjną, nawigację satelitarną w łączności z Bluetoothem, reflektory ksenonowe, tempomat, czujniki parkowania, subwoofer oraz panoramiczny, szklany dach i skórzaną tapicerkę.